# Samuel Dalembert
Samuel Davis Dalembert (Port-au-Prince, 10 de maig de 1981) és un jugador de bàsquet haitià, que actualment juga als Milwaukee Bucks de l'NBA.

## Carrera

### Institut i Universitat
Dalembert va començar jugant el 1996 a Montreal, Canadà, en el Lucien-Pagé High School. Després de dues temporades es va mudar a St. Patrick's High School a Elizabeth, Nova Jersey, on es va convertir en el màxim taponador de l'institut en tota la seva història tot amb només un any i mig jugant. Després va passar el seu periple universitari de dos anys a la Universitat de Seton Hall a Nova Jersey. En la temporada 1999-00 va signar 6 punts, 6 rebots i 3.6 taps per partit. En el seu any sophomore va millorar únicament les seves xifres anotadores, 8.3 punts, 5.7 rebots i 2.1 assistències.

### NBA
Samuel es va presentar al draft de 2001, on va ser triat en el lloc 26 de primera ronda per Philadelphia 76ers. Allí va tenir un inici complicat, en la seva primera campanya va tenir una actuació testimonial, i la segona la va perdre per complet a causa de les lesions. En la 2003-04 van canviar les coses. Les lesions de Marc Jackson i Derrick Coleman li van donar l'oportunitat de comptar amb molts minuts, i Samu va estar a l'altura de les circumstàncies amb 8 punts, 7.6 rebots i 2.3 taps.
En la 2004-05 va mantenir els seus nombres, 8.2 punts i 7.5 rebots, descendint lleument el seu nombre de minuts per la recuperació total de Marc Jackson. No obstant això, el seu rendiment en playoffs va estar per sobre de l'esperat, 11.6 punts i 12.8 rebots. En aquesta i en la següent campanya li van aguaitar de nou les lesions, perdent-se 26 partits i sortint des del banc en altres 26. Les seves xifres es van mantenir en la mateixa tònica: 7.3 punts, 8.2 rebots i 2.4 taps, però després de la lesió va perdre la titularitat en benefici de Steven Hunter.
En aquests 4 primers anys a la lliga mai va passar de 27 minuts, no obstant això es va guanyar un contracte de renovació fins a la temporada 2010-11 que li garantia rebre 52.6 milions de dòlars. Molts afeccionats critiquen això, que Dalembert està sobrepagat per al rendiment que ha ofert a "Philly", basat en la seva faceta rebotejadora i taponadora, on és un dels jugadors més destacats de la lliga. De físic espigat, de gran envergadura i de gran agilitat. Totes aquestes condicions físiques l'ajuden per a córrer la pista amb una facilitat inusual per a un home de la seva grandària. No obstant això, en atac és un jugador bastant limitat. Quan ha jugat juntament amb Steven Hunter són denominats com les "Torres Bessones", un sobrenom que van fer famós Hakeem Olajuwon i Ralph Sampson en els 80' i Tim Duncan i David Robinson en els 90'.
La temporada 2006-07 va quallar la millor temporada des que arribés a la lliga: 10.7 punts (amb 54,1% en tirs) i 8.9 rebots per a gairebé 31 minuts, i el més notable, disputant els 82 partits.